# Bustamante, Nuevo León
Bustamante är en ort i Mexiko.   Den ligger i kommunen Bustamante och delstaten Nuevo León, i den centrala delen av landet, 800 km norr om huvudstaden Mexico City. Bustamante ligger 461 meter över havet och antalet invånare är 3 543.
Terrängen runt Bustamante är platt åt nordost, men åt sydväst är den bergig. Runt Bustamante är det mycket glesbefolkat, med 3 invånare per kvadratkilometer. Bustamante är det största samhället i trakten. Omgivningarna runt Bustamante är i huvudsak ett öppet busklandskap.